# Mitología hopi

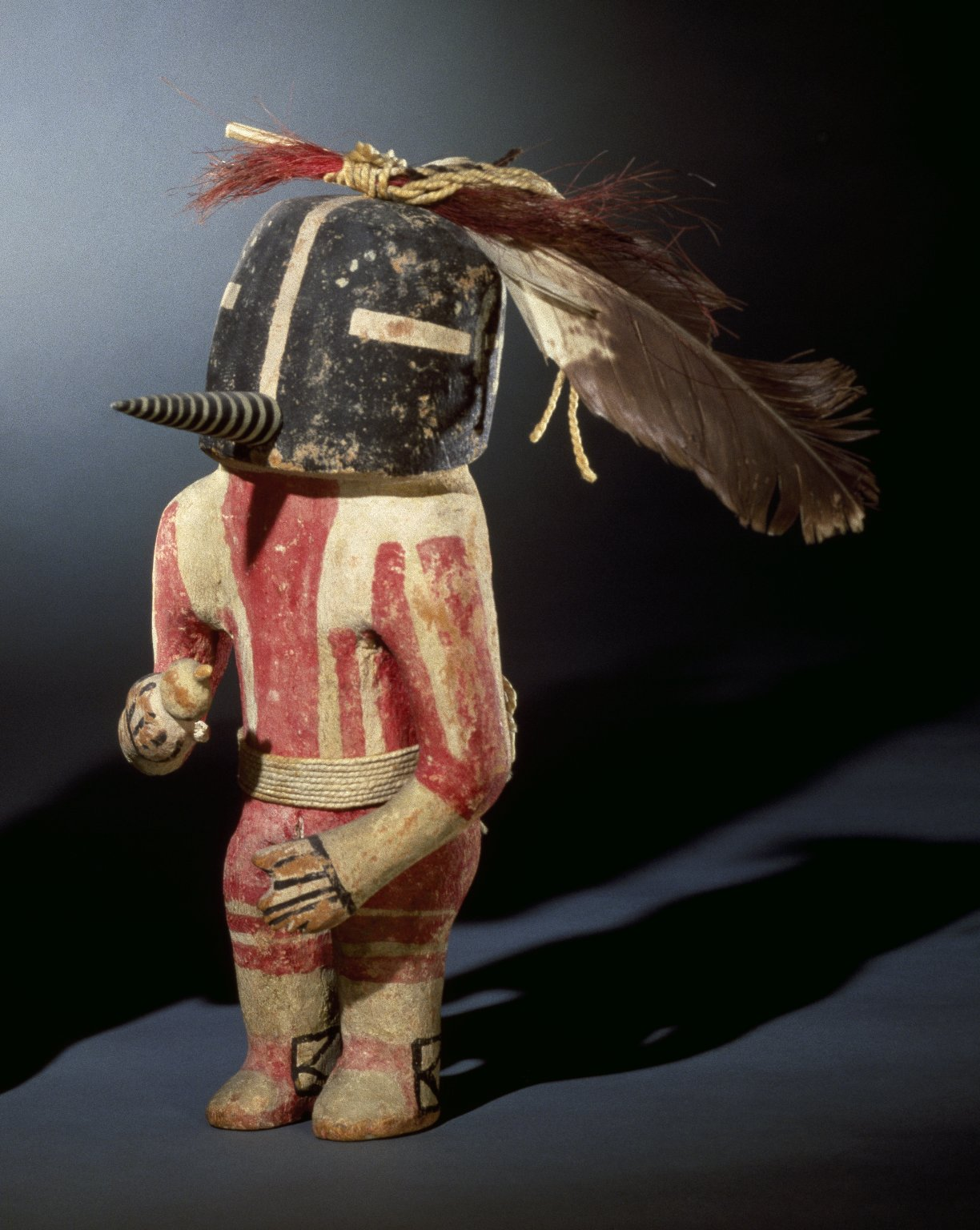
Vestimaneta hopi

La mitología hopi es la mitología de los hopi, un pueblo amerindio. No constituye un corpus de creencias tan arraigado como otras culturas pero se pueden detectar una serie de narraciones y concepciones del mundo que la conforman. Además, la mezcla con misioneros cristianos los hizo adoptar figuras religiosas europeas.

## Dioses principales
El dios supremo es Taiowa, un Dios del Sol que creó el Primer Mundo a partir del espacio infinito. Otras versiones indican que creó Sotuknang y éste creó la Abuela Araña, diosa que dio origen al Universo. Otra divinidad importante es Masauwu, dios de la muerte, que permitió el paso hacia el Cuarto Mundo (el presente). El panteón principal lo completan. Coyote, dios o genio engañador, los gemelos de la guerra o kachina y el dios del maíz.

## Los mundos
Los humanos habitaban en un mundo primigenio, pero pecaron contra los dioses, entregando a la promiscuidad sexual y la agresividad. Por eso la Abuela Araña condujo los elegidos hacia un segundo mundo y destruyó el primero. La naturaleza perversa del hombre provocó que el proceso se repitiera, hasta llegar al cuarto mundo o mundo presente.
Este cuarto mundo podría haber sido el resto de un gran diluvio universal o estar por encima del tercero. Los humanos habrían escalado un bambú gigante situado en el Gran Cañón del Colorado para huir de la destrucción anunciada. En esta migración un dios, Pahana, marchó hacia el este y tiene que volver pasados unos siglos (en un mito análogo al Quetzalcóatl). Varias leyendas y símbolos han pasado de generación en generación Hopi para reconocer Pahana cuando vuelva.